# Giusy Buscemi
Giuseppina Buscemi, detta Giusy (Mazara del Vallo, 13 aprile 1993), è un'attrice ed ex modella italiana, vincitrice della 73ª edizione del concorso di bellezza Miss Italia 2012.

## Biografia
Nata a Mazara del Vallo ma cresciuta a Menfi, nel Belicino, dopo aver frequentato il liceo scientifico di Menfi, ha deciso di iscriversi al corso di studio in letteratura, musica e spettacolo presso la facoltà di lettere e filosofia dell'Università degli Studi di Roma "La Sapienza", dove si è laureata nel 2023.
Il 10 settembre 2012, dopo aver vinto Miss Italia, ha ottenuto anche la fascia Gli occhi di Enzo, dedicata allo storico patron Enzo Mirigliani scomparso il 26 settembre 2011. Nello stesso anno ha fatto il suo debutto sul grande schermo con il film Baci salati, opera prima di Antonio Zeta, presentata al Taormina Film Fest, cui fanno seguito Nero infinito, opera prima di Giorgio Bruno (2013), film, come il precedente, girato prima di partecipare al concorso di Miss Italia, e Fratelli unici diretto da Alessio Maria Federici, nelle sale nel 2014.
Sempre nel 2014 prende parte alla nona stagione della serie televisiva Don Matteo, interpretando Assuntina Cecchini, e successivamente recita nella miniserie televisiva La bella e la bestia. Nel 2015 appare nella terza stagione di Un passo dal cielo, con Terence Hill, e nelle serie La dama velata e Il giovane Montalbano. Successivamente interpreta il ruolo di Teresa Iorio, protagonista della serie Il paradiso delle signore. Inoltre torna sul set per girare la serie anglo-italiana I Medici.
Tra il 2015 e il 2016 ha fatto parte del cast della miniserie C'era una volta Studio Uno.
Nel 2017 ha interpretato la giornalista autonoma nei film Smetto quando voglio - Masterclass e Smetto quando voglio - Ad honorem, e impersona Veronica Franco nella puntata televisiva del 13 giugno 2017 della trasmissione di rievocazione storica Stanotte a Venezia di Alberto Angela. Nel 2022 ha interpretato il ruolo di Lucia Ferrari nella seconda stagione della serie televisiva Doc - Nelle tue mani. Nel 2024 interpreta il ruolo della protagonista Giovanna "Vanina" Guarrasi nella miniserie Vanina - Un vicequestore a Catania.
Insieme al marito, nel 2024 fonda a Menfi un'azienda agricola che produce olio, avocado e miele.

### Vita privata
Dopo tre anni di fidanzamento, il 13 maggio 2017 sposa a Roma il regista Jan Michelini (figlio di Alberto Michelini), conosciuto sul set di Don Matteo. L'11 febbraio 2018 è nata la sua prima figlia. Il 5 ottobre 2019 è nato il suo secondo figlio. Il 31 luglio 2022 è nato il suo terzo figlio. Si professa cattolica e devota alla Madonna.

## Filmografia

### Cinema
- Baci salati, regia di Antonio Zeta (2012)
- Nero infinito, regia di Giorgio Bruno (2013)
- Fratelli unici, regia di Alessio Maria Federici (2014)
- Smetto quando voglio - Masterclass, regia di Sydney Sibilia (2017)
- Smetto quando voglio - Ad honorem, regia di Sydney Sibilia (2017)
- Arrivano i prof, regia di Ivan Silvestrini (2018)

### Televisione
- Miss Italia 2012 (2012) – concorrente vincitrice
- Don Matteo 9 – serie TV, episodi 10-22 (2014)
- La bella e la bestia – miniserie TV, 2 puntate (2014)
- Un passo dal cielo – serie TV (2015, 2021-in corso)
- La dama velata – serie TV, 3 episodi (2015)
- Il giovane Montalbano – serie TV (2015)
- Il paradiso delle signore – serie TV, 40 episodi (2015-2017)
- I Medici (Medici: Masters of Florence) – serie TV, episodi: 1x02, 1x07 (2016)
- Stanotte a Firenze, di Alberto Angela – documentario TV (2016)
- C'era una volta Studio Uno, regia di Riccardo Donna – miniserie TV (2017)
- Stanotte a Venezia di Alberto Angela – documentario TV (2017)[N 1]
- Meraviglie – La penisola dei tesori di Alberto Angela – documentario TV (2019, 2021)[N 2]
- Doc - Nelle tue mani – serie TV (2022)
- Vanina - Un vicequestore a Catania – serie TV (2024-in corso)
- Leopardi - Il poeta dell'infinito, regia di Sergio Rubini – miniserie TV (2025)

### Cortometraggi
- Les figures du silence, regia di Anne-Camille Charliat (2015)
- La scordatura, regia di Anne-Camille Charliat (2015)

## Spot pubblicitari
- Le pandorine
- Swisse integratori capelli, pelle e unghie
- OmniAuto.it School guida sicura

## Riconoscimenti
- Nastro d'argento
  - 2024 – Candidatura alla migliore attrice protagonista per Vanina - Un vicequestore a Catania
  - 2024 – Premio Nuovo Imaie per Vanina - Un vicequestore a Catania
  - 2024 – Premio Wella Professionals per l'immagine